# Волтер Дюранті
Во́лтер Дюра́нті (англ. Walter Duranty * 1884, Ліверпуль, Англія — † 3 жовтня 1957, Флорида, США) — англо-американський журналіст, який впродовж 14 років (1922—1936) очолював московське бюро газети «Нью-Йорк Таймс», взяв у 1929 ексклюзивне інтерв'ю у Йосипа Сталіна, у 1932 за серію репортажів з СРСР здобув престижну Пулітцерівську премію в журналістиці й наполегливо заперечував Голодомор у своїх роботах.
Закінчивши коледж, Дюранті переїхав до Парижа. Під час Першої Світової Війни він уникнув військової служби як журналіст, почавши працювати репортером The New York Times. У 1919 статтею про Паризьку мирну конференцію вперше звернув на себе ширшу увагу як журналіст. Пізніше приїхав до Риги писати про нові незалежні держави Балтії.

## Спецкор у Москві
У 1921 році Дюранті переїхав до СРСР . Подорожуючи під час відпустки у 1924 потягом від Парижа до Гавра, він потрапив у залізничну аварію, ліва нога Дюранті була ушкоджена. Після першої операції лікарі знайшли в нього гангрену й ампутували ногу. Після лікування Дюранті продовжив свою роботу журналістом в СРСР; і той час з ним недовго співпрацювала Ріа Клаймен, яка пізніше оприлюднила відомості про Голодомор у своїх публікаціях. У 1929 році він взяв ексклюзивне інтерв'ю у Йосипа Сталіна, що відразу винесло його на гребінь популярності як журналіста.
У серії статей 1931 року, за які його у 1932 році було нагороджено Пулітцерівською премією, Дюранті доводив, що росіяни є азіатами за способом мислення, аргументуючи це тим, що вони природно схильні до колективізму і потребують авторитарного правління. Він вважав, що індивідуалізм і приватна ініціатива для них є такими ж чужорідними явищами, як тиранія і комунізм для західної людини, і призводять лише до соціальних заворушень. З погляду Дюранті, сталінізм є продовженням марксизму й ленінізму.
З приводу опору селянства колективізації він писав про «Kulaks — привілейований клас фермерів», який помилково створив Ленін. За його словами, та сама суспільна логіка, яка призвела до повалення царизму, має призвести до знищення цих людей, кількість яких він сам оцінював у 5 млн чоловік. Порівнюючи заходи Сталіна з діями біблейського Соломона і Тамерлана, він робив висновок, що ці селяни мусили бути «ліквідовані або переплавлені у вогні вигнання і примусових робіт на трудові маси». Дюранті стверджував, що концентраційні табори в Сибіру призначені для того, щоб надавати в'язням шанс переродитись і влитися в радянський народ, а тих, хто не приймає цю систему — «врешті-решт кожного ворога чекає смерть». Визнаючи радянську систему як жорстоку, він водночас, за його словами, був «ні за, ні проти» й лише історія зможе оцінити те, що відбувається в СРСР. Поширюючи погляди сталіністів, Дюранті часто виправдовував необхідність її брутальності.

## Голодомор і журналістика
У 1932 році правдиві репортажі про голод в Українській СРР почали з'являтися в західній пресі. Ґарет Джонс у «Таймс» і Малкольм Маґґерідж у «Ґардіан», засуджуючи обмеження в пересуванні Радянським Союзом, потай прибули в УСРР, щоб побачити все своїми очима. Навесні 1933 року Джонс полишив УСРР й опублікував свої статті про голод під власним іменем в «Манчестер Ґардіан». Тоді ж за звинуваченням у промисловому шпигунстві була захоплена група британських підданих.
31 травня 1933 року  Волтер Дюранті у «Нью-Йорк Таймс» в статті «Росіяни недоїдають, але не голодують» заперечував Ґарету Джонсу: «Посеред дипломатичного скандалу між Британією та СРСР щодо шпіонажу британських інженерів раптом в американських медіа з'являється велика страшна історія з Британії про голод в Радянському Союзі…». Британський журналіст Малкольм Маґґерідж, який сам повернувся з Української СРР, назвав Дюранті «найбільшим брехуном, якого я зустрічав у журналістиці».
Дюранті уникав терміну «колективізація» у своїх повідомленнях, натомість він використовував евфемізм «соціалізація» та замовчував державний терор. Для нього, «суть боротьби була на селі, де відбувалась спроба соціалізувати, фактично за добу, сто мільйонів найупертіших та найнеосвіченіших у світі селян».
У вересні 1933 р. Дюранті відвідав райони масового голоду, певно, з дозволу радянського керівництва і заявив, що застосування «слово голод стосовно Північного Кавказу є абсолютно недоречним». Зазначив, що цифри щодо кількості смертей «були завищеними», позаяк особисто бачив на Кубані «пухкеньких дітей» і «вгодованих телят». Залишаючись, за визначенням Р. Конквеста, «прорадянським кореспондентом», Дюранті висвітлював офіційну думку Кремля, але добре знав про справжні причини та наслідки Голодомору.
Цілковито всупереч своїм власним статтям в «Нью-Йорк Таймс» 26 вересня 1933 року в приватній розмові з британським дипломатом Вільямом Стренджем Дюранті сказав: «цілком можливо, що десять мільйонів людей померло безпосередньо або опосередковано від нестачі їжі в Радянському Союзі протягом останнього року». Те, що Дюранті свідомо дезінформував своїх читачів щодо причин і поширення голоду підтверджували британська розвідка і відомий американський інженер Зара Віткін (Zara Witkin: 1900–1940), який працював в СРСР у 1932-1934 рр.
Дуель в пресі щодо голоду відбувалася в той самий час, коли тривали переговори про визнання Радянського Союзу Сполученими Штатами. У листопаді 1933 офіційні відносини було встановлено, на честь чого міністр закордонних справ СРСР Максим Літвінов дав обід в нью-йоркському готелі «Волдорф Асторія». На цьому обіді в центрі загальної уваги опинився Волтер Дюранті, про що знаний критик і журналіст Александер Вулкотт написав: «Насправді таке враження, що Америка визнає обох: Росію і Волтера Дюранті».
На думку Євгена Стахіва:

| Дюранті міг брехати, оскільки на цьому залежало президентові США Рузвельтові, котрий вивів СРСР із міжнародної ізоляції. В політиці Вашингтона було не дратувати «чорта», «ведмедя».[9] |
Дюранті залишався спеціальним кореспондентом «Нью-Йорк Таймс» до 1940 року, після чого написав кілька книжок про Радянський Союз.

## Нагороди
- У 1928 році отримав нагороду «Премія О.Генрі».
- У 1932 році отримав нагороду «Пулітцерівська премія».

## Критика Дюранті
Такі вчені, як Роберт Конквест і Саллі Тейлор, критикували Дюранті за захист  в його роботах сталінізму й радянської пропаганди. Пані Тейлор 1990 року видала його біографію: «Апологет Сталіна Волтер Дюранті: людина Нью-Йорк Таймс в Москві». (ISBN 0-19-505700-7).  Дюранті також критикували такі політичні коментатори, як Джо Алсоп і Ендрю Стуттафорд. У 1949 ім'я Дюранті згадано у складеному англійським письменником Джорджем Орвелом для Департаменту інформаційних досліджень (IRD) МЗС Великої Британії списку письменників та інших відомих осіб «криптокомуністів» («Список Орвелла»).
Зрештою «Нью-Йорк Таймс» винайняли професора російської історії, щоб оцінити роботи Дюранті. Марк фон Гаґен з Колумбійського університету дійшов висновку, що роботи Волтера Дюранті незбалансовані, не є критичними і часто були нічим іншим як голосом сталінської пропаганди. В заяві для преси професор сказав: «Задля репутації «Нью-Йорк Таймс» цю нагороду в нього варто було б забрати». «Нью-Йорк Таймс» відправили цей звіт до Пулітцерівського комітету, залишивши це на його розсуд.
У 2003 році Пулітцерівський комітет оголосив своє рішення не відкликати премію, зауваживши лише, що роботи Дюранті, «якщо б оцінювалися за сьогоднішніми стандартами, виглядали б дуже закороткими».
23 листопада 2007 року маніфестація з вимогою позбавити Дюранті Пулітцерівської премії пройшла у Києві.